# Гиллан, Джейми
Джейми Гиллан (англ. Jamie Gillan, 4 июля 1997, Инвернесс) — британский футболист, пантер клуба НФЛ «Кливленд Браунс». На студенческом уровне выступал за команду Арканзасского университета в Пайн-Блаффе.

## Биография

### Ранние годы и любительская карьера
Джейми Гиллан родился 4 июля 1997 года в Инвернессе в семье военнослужащего ВВС Великобритании. В 2013 году он вместе с отцом переехал в США, проживал в городе Леонардтаун в штате Мэриленд. Во время учёбы в школе Гиллан играл в регби и американский футбол. Там же он получил от своего тренера прозвище «Шотландский молот» (англ. Scottish Hammer). После выпуска он намеревался продолжить обучение в университете штата Мэриленд в Боуи, но позже получил предложение спортивной стипендии от Арканзасского университета в Пайн-Блаффе.
В составе «Арканзас—Пайн-Блафф Голден Лайонс» Гиллан выступал в течение четырёх сезонов. Он играл пантером и кикером. Средняя дистанция пробитых им пантов за этот период составила 42,2 ярда. В 2018 году он реализовал 20 попыток филд-гола из 27, максимальная дистанция удара составила 47 ярдов. В марте 2019 года Гиллан стал лучшим пантером ежегодных показательных тренировок в Аризоне. Перед драфтом НФЛ он участвовал в просмотрах в «Кливленде» и «Сан-Франциско». После того, как Гиллана не задрафтовала ни одна из команд, он получил статус свободного агента. Интерес к нему проявляли двадцать клубов лиги, в том числе действующие победители Супербоула «Нью-Ингленд Пэтриотс». В мае Гиллан подписал контракт с «Кливлендом».

### Профессиональная карьера
В регулярном чемпионате 2019 года Гиллан сыграл в шестнадцати матчах команды, пробив 28 пантов, приземлившихся в пределах 20 ярдов от зачётной зоны соперника. По этому показателю он занял тринадцатое место в лиге. Шестнадцатого сентября в матче против «Нью-Йорк Джетс» Гиллан пробил шесть пантов на 231 ярд и был признан Игроком недели специальных команд в АФК, чего представители «Браунс» не добивались с 2013 года. По итогам сезона он вошёл в состав сборной новичков сезона по версии Ассоциации профессиональных футбольных журналистов Америки. В 2020 году Гиллан занял четвёртое с конца место среди пантеров лиги по средней дальности удара, составившей 44,0 ярда.

#### Статистика выступлений в НФЛ

##### Регулярный чемпионат
| Сезон | Команда         | Игры | Кикер | Кикер | Кикер | Кикер | Кикер | Кикер | Пантер | Пантер | Пантер |
| Сезон | Команда         | Игры | XPM   | XPA   | XP%   | FGM   | FGA   | FG%   | Punts  | Yds    | Y/A    |
| ----- | --------------- | ---- | ----- | ----- | ----- | ----- | ----- | ----- | ------ | ------ | ------ |
| 2019  | Кливленд Браунс | 16   | —     | —     | —     | —     | —     | —     | 63     | 2 913  | 46,2   |
| 2020  | Кливленд Браунс | 16   | —     | —     | —     | 0     | 1     | 0,0   | 51     | 2 244  | 44,0   |
| Всего | Всего           | 32   | —     | —     | —     | 0     | 1     | 0,0   | 114    | 5 157  | 45,2   |

##### Плей-офф
| Сезон | Команда         | Игры | Кикер | Кикер | Кикер | Кикер | Кикер | Кикер | Пантер | Пантер | Пантер |
| Сезон | Команда         | Игры | XPM   | XPA   | XP%   | FGM   | FGA   | FG%   | Punts  | Yds    | Y/A    |
| ----- | --------------- | ---- | ----- | ----- | ----- | ----- | ----- | ----- | ------ | ------ | ------ |
| 2020  | Кливленд Браунс | 2    | —     | —     | —     | —     | —     | —     | 7      | 293    | 41,86  |
| Всего | Всего           | 2    | —     | —     | —     | —     | —     | —     | 7      | 293    | 41,86  |